# Christina Rose
Christina Rose Polkowski (* in Neapel, Italien) ist eine US-amerikanische Schauspielerin und Synchronsprecherin.

## Leben
Rose wurde in Neapel als eine von vier Töchtern von Mary und Allen Polkowski geboren. Ihr Vater war zu dieser Zeit bei der United States Navy in Italien stationiert. Sie wuchs in Macomb Twp. im US-Bundesstaat Michigan auf. Sie war ein langjähriges Mitglied der Familienband The Odyssey Sound System. An der Central Michigan University erwarb sie ihren Bachelor of Fine Arts in Musical Theatre Performance. Bereits im Jugendalter sammelte sie Bühnenerfahrungen als Schauspielerin und Tänzerin. Ab 2004 gehörte sie zum Ensemble der First National Tour of Oklahoma!.
Ihr Fernsehschauspieldebüt gab Rose 2007 in einer Episode der Fernsehserie The Maury Povich Show. Im selben Jahr spielte sie in zwei Episoden der Fernsehserie Liebe, Lüge, Leidenschaft und in einer Episode der Fernsehserie Flight of the Conchords mit. 2009 stellte sie in vier Episoden der Fernsehserie All My Children die Rolle der Samantha dar. 2023 stellte sie im Film World Invasion: Alien Attack eine der weiblichen Hauptrollen der Celeste Daniels dar. Im Folgejahr war sie im Film Alien: Rubicon in der größeren Rolle der Dr. Grace Whitney zu sehen.
Als Synchronsprecherin war sie unter anderen in den Videospielen World of Final Fantasy, Fallout 76 und Rage 2 zu hören. Außerdem fungierte sie von 2019 bis 2020 in zehn Episoden der Fernsehserie Dark Web Exposed als Erzählerin.

## Filmografie (Auswahl)
- 2007: The Maury Povich Show (Fernsehserie, Episode 10x01)
- 2007: Liebe, Lüge, Leidenschaft (One Life to Live, Fernsehserie, 2 Episoden)
- 2007: Flight of the Conchords (Fernsehserie, Episode 1x12)
- 2008: Happy Birthday, Harris Malden
- 2009: Jukka (Kurzfilm)
- 2009: All My Children (Fernsehserie, 4 Episoden)
- 2009: 30 Rock (Fernsehserie, Episode 4x01)
- 2009: Saturday Night Live (Fernsehserie, Episode 35x07)
- 2010: Late Night with Jimmy Fallon (Fernsehserie, 1 Episode)
- 2010: Circle of Fury
- 2010: The Plastic Slipper (Kurzfilm)
- 2011: Deadheads
- 2011: Death of the Dead
- 2011–2014: Jennifer Day TV (Fernsehserie, 2 Episoden)
- 2012: How Do You Write a Joe Schermann Song
- 2013: Favor
- 2013: Two Wrongs (Fernsehfilm)
- 2014: Fairy Tales (Fernsehserie, 3 Episoden)
- 2014: Motivate Me (Fernsehserie, 2 Episoden)
- 2015: Lucid (Kurzfilm)
- 2015: Don’t Believe in You (Kurzfilm)
- 2015: The Evolution of a Gen-X Music Purchaser (Kurzfilm)
- 2015: Class Act (Fernsehserie, 4 Episoden)
- 2015: Broken: A Musical
- 2015: Amnesia (Fernsehserie, Episode 1x01)
- 2015: Justice Served
- 2016: Characters (Fernsehserie, Episode 1x01)
- 2016: The Secrets of Emily Blair
- 2016: Spinning (Kurzfilm)
- 2017: Compatibility (Kurzfilm)
- 2017: By Night (Fernsehserie, 2 Episoden, verschiedene Rollen)
- 2018: Bob Jr. (Kurzfilm)
- 2018: Eleven Eleven
- 2018: Primrose Becomes a Princess (Fernsehserie, 2 Episoden)
- 2023: The Stepmother 3
- 2023: World Invasion: Alien Attack (Alien Apocalypse)
- 2024: Alien: Rubicon

## Synchronisationen (Auswahl)
- 2016: Custodian (Kurzfilm)
- 2016: World of Final Fantasy (Computerspiel)
- 2016: Unjust Justice: The Jimmy Rosemond Tapes (Fernsehserie, 3 Episoden)
- 2018: Identity V (Computerspiel)
- 2018: Fallout 76 (Computerspiel)
- 2019: Rage 2 (Computerspiel)
- 2019: Astral Chain (Computerspiel)
- 2019–2020: Dark Web Exposed (Fernsehserie, 10 Episoden)
- 2023: Octopath Traveler II (オクトパストラベラーII/Okutopasu toraberâ II, Computerspiel)

## Theater (Auswahl)
- 2007: Grease, Lena Horne Theatre
- 2014: Finding Nemo – The Musical, Walt Disney World